# خدمات معلومات الإنترنت
خدمات معلومات الإنترنت (خدمات معلومات الإنترنت) -- الذي كان يسمى سابقًا خدمة معلومات الإنترنت -- عبارة عن مجموعة من الخدمات المعتمدة على الإنترنت لخدمة الشبكة التي أنشأتها مايكروسوفت للاستخدام مع مايكروسوفت ويندوز رائدَ صناعة أباتشي. As of April 2009 لأنه يخدم 29.27% من جميع المواقع وفقًا لنيتكرافت. الخدمات المقدمة حاليًا وتشمل بروتوكول نقل الملفات، بروتوكول نقل البريد الإلكتروني، برتوكول نقل أخبار الشبكة/بروتوكول نقل النص التشعبي.

## إصدارات
- خدمات معلومات إنترنت 1.0، ويندوز إن تي 3.51 متوفر بينما يحرر إضافة
- خدمات معلومات إنترنت 2.0، ويندوز 4.0 تسلا
- خدمات معلومات إنترنت 3.0، ويندوز تسلا 4.0 حزمة الخدمات 3
- خدمات معلومات إنترنت 4.0، ويندوز تسلا 4.0 حزمة خيارات
- خدمات معلومات إنترنت 5.0، ويندوز 2000
- خدمات معلومات إنترنت 5.1، ويندوز إكس بي من الفئة الفنية، ويندوز إكس بي ميديا سنتر إيديشن
- خدمات معلومات إنترنت 6.0، ويندوز سيرفر 2003 ويندوز إكس بي المهنية x64 الطبعة
- خدمات معلومات إنترنت، ويندوز سيرفر 2008 ويندوز فيستا (الأعمال التجارية، المشاريع، طبعات نهائية)
- خدمات معلومات إنترنت 7.5، ويندوز سيرفر 2008 ار2 ويندوز 7

## التاريخ
خادم ويب مايكروسوفت الأول كان مشروع بحث من قبل مايكروسوفت ويندوز إن تي (مركز أكاديمي نوافذ مايكروسوفتِ الأوروبيةِ)، وهي جزء من جامعة ادنبره في اسكتلندا، وكانت موزعة مجان ولكن مايكروسوفت ويندوز الإقليم الشمالي الأوروبي غيرقادر على النطاق بما فيه الكفاية لاستيعاب حجم المرور للذهاب إلى microsoft.com، اضطرت مايكروسوفت لتطوير ويبه الخاص، خدمات معلومات إنترنت.
خدمات معلومات إنترنت أصدرت أولًا كمجموعة إضافية مِنْ الإنترنتِ أسندتْ الخدماتَ لنوافذِ إن تي 3.51. خدمات معلومات إنترنت2.0 تلت ذلك، إضافة لدعم ويندوز تسلا 4.0 نظام التشغيل، خدمات معلومات إنترنت3.0 عرض صفحات الملقم النشطة الدينامية البرمجة البيئة.
خدمات معلومات إنترنت 4.0 انخفض الدعم لبروتوكول غوفر وكانت واحدة مع ويندوز إن تي كبند مستقل «حزمة خيارات». [بحاجة لمصدر]
إن نسخة الشحن الحالية لخدمات معلومات إنترنت هو 7.5 ويندوز 7 ويندوز سيرفر 2008 R2، 7.0 لويندوز فيستا ويندوز سيرفر 2008، 6.0 ل ويندوز سيرفر 2003 ويندوز إكس بي من الفئة الفنية، الإصدار x64، وخدمات معلومات إنترنت 5.1 لويندوز إكس بي من الفئة الفنية. ويندوز إكس بي لديه نسخة محدودة من خدمات معلومات إنترنت 5.1 التي تدعم سوى 10 اتصالات في وقت واحد وموقع واحد. خدمات معلومات إنترنت 6.0 إضافة دعم لبروتوكول الإنترنت، نسخة 6. وحدة نمطية واجهة الكمبيوتر الرسومية السريعة مسموحة بلغات لخدمات معلومات إنترنت5.1، خدمات معلومات إنترنت6  وخدمات معلومات إنترنت7.
خدمات معلومات إنترنت 7.0 غير مثبت من قبل ويندوز فيستا افتراضيا لكنه يمكن اختيارها من قائمة المكونات الاختيارية. وهي متوفرة في جميع الطبعات من ويندوز فيستا بما في ذلك الصفحة الرئيسية الأساسية. خدمات معلومات إنترنت 7 على فيستا لا يحد من عدد الاتصالات كما سمح خدمات معلومات إنترنت ويندوز إكس بي ولكن لم يحد الطلبات المتزامنة إلى 10 (ويندوز فيستا النهائي، والأعمال التجارية، والطبعات المؤسسة) أو 3 (فيستا هوم بريميوم). طلبات إضافية هي قائمة الانتظار مما يعوق الأداء ولكنها لم ترفض كما هو الحال مع إكس بي.
خدمات معلومات الإنترنت 7.0 (ويندوز فيستا/2008) هو أسرع بكثير من خدمات معلومات الإنترنت 5.1 (ويندوز إكس بي) لأنها تعتمد على نظام بروتوكول نقل النص التشعبي.

## مثبت قاعدة ويب مايكروسوفت
مثبت قاعدة ويب مايكروسوفت أداة مجّانية بسيطة التي تُتمتُ تركيبَ تقنيات مثبت قاعدة ويب مايكروسوفت (مثل خدمات معلومات إنترنت، صفحات الملقم النشطة، هايبرتكست قبل المعالج) و3rd بعض برامج الطرف الثالث (مثل دروبال وورد).
مؤشر أسعار البيع بالجملة يمكن تحميلها من موقع مايكروسوفت ويب في قاعدة www.microsoft.com / على شبكة الإنترنت

## الأمن
الإصدارات السابقة من خدمات معلومات إنترنت أصيبت مع عدد من نقاط الضعف، وعلى رأسها كاليفورنيا - 2001 - 19 التي أدت إلى فيروس الشفرة الحمراء، إلا أن كلا الإصدارين 6.0 و 7.0 لديها حاليا أي تقارير عن قضايا محددة مع هذا الضعف. في خدمات معلومات إنترنت 6.0 مايكروسوفت اختارت لتغيير السلوك من قبل تركيب وصلة برمجة تطبيق خادم الانترنت،  التي كان كثير منها الجناة في الضعف من 4.0 و 5.0، وبالتالي تقليل سطح الهجوم لخدمات معلومات أنترنت. بالإضافة إلى ذلك، أضاف خدمات معلومات إنترنت 6.0 ميزة تدعى «ملحقات خدمة ويب» الذي يمنع خدمات معلومات أنترنت عن شن أي برنامج دون إذن صريح من قبل مسؤول. مع خدمات معلومات إنترنت الحالي الإفراج 7.0 المكونات تبنى بحيث فقط المكونات المطلوبة يجب أن تكون مثبتة، وبالتالي تقليص سطح الهجوم. بالإضافة إلى ذلك، تتم إضافة ميزات الأمان مثل فحص العنوان التي ترفض عناوين المواقع المشبوهة على أساس مجموعة قاعدةِ معرّفة من قبل المستعملِ..
افتراضيا خدمات معلومات إنترنت، وانخفاض 5.1 تشغيل المواقع في عملية تحت حساب النظام،  ويندوز الحساب الافتراضي مع نوافذ أصلية تَحْسبُ بحقوقِ مستخدم الرئيس. تحت الطلب 6.0 مناولة جميع العمليات قد تم وضعها ضمن خدمات شبكة حساب مع امتيازات أقل بكثير بحيث ينبغي أن يكون هناك ضعف في سمة أو في رمز مخصص انها لن يمس بالضرورة النظام بأكمله تحت بيئة (الصندوق الرملي) ملعب هذه العمليات تشغل المعالجات. خدمات معلومات إنترنت6.0 تحتوي أيضا على النواة الجديدة المتشعب المكدس بروتوكول نقل النص التشعبي مع صرامة ومسؤلية محلل طلب بروتوكول نقل النص التشعبي لكل من الثابت والديناميك.
وهناك العديد من الميزات المضمنة الأمنية من مايكروسوفت. العديد من الشركات تقدم طرف ثالث أدوات الأمن والسمات، والمعروف أيضا باسم «ويب تطبيقات الجدران النارية، أو تطبيق ويب الجدران النارية». في الاستفادة من هذه الأدوات هو أنها توفر أكثرالعناصر شمولا (مثل سهولة الاستخدام واجهة المستخدم الرسومية، الخ) التي تساعد في حماية تثبيت خدمات معلومات إنترنت بطبقة إضافية من الحماية على مستوى أعلى.

## آليات التوثيق
خدمات معلومات الإنترنت 5.0 وأعلى مستويات الدعم لآليات التوثيق التالية:
- توثيق الوصول الأساسي
- توثيق الوصول الموجز
- التوثيق المتكامل ويندوز
- . الجوازات شبكة التوثيق (غير معتمدة في ويندوز سيرفر 2008 وما فوق)

خدمات معلومات الإنترنت 6.0 مرجع شبكة التكنولوجيا 
خدمات معلومات الإنترنت 7 تكوين مرجع 
تغير التوثيق بعض الشيء بين خدمات معلومات الإنترنت6 ووخدمات معلومات الإنترنت 7، وعلى الأخص في هذا المستخدم المجهول الذي كان يدعى «IUSR_ (اسم الجهاز)» عنصرا أصيلا في الاعتبار في ويندوز فيستا وأنظمة التشغيل في المستقبل، ويدعى "IUSR". التغييرات الأخرى في التحقُّقِ بارز على iis.net موقع ويب [28]
ولا سيما، في خدمات معلومات الإنترنت7، كل آلية المصادقة معزول في وحدة خاصة بها، ويمكن تثبيتها أو إزالتها بشكل مستقل. راجع قائمة الوحدات الأصلية في هذه المقالة على خدمات معلومات إنترنت. 

## الإصدار 7.0
ظهور لأول مرة مع ويندوز فيستا، وتدرج في ويندوز سيرفر 2008، مميزات موديل هندسة معمارية لخدمات معلومات الإنترنت 7.0، مثل الكثير من طراز أباتشي. بدلا من خادم منليثي التي تحتوي على جميع الخدمات، خدمات معلومات إنترنت 7 له محرك خادم ويب رئيسي. الوحدات تَعْرضُ وظيفةَ معيّنةَ يُمْكِنُ أَنْ تُضافَ إلى المحرّكِ لتَمْكين ميزاتها. ميزة وجود هذا الهيكل هو فقط أن الميزات المطلوبة يمكن أن تمكن وظائف يمكن توسيعها عن طريق استخدام وحدات مخصصة.
خدمات معلومات الإنترنت 7 سوف تَشْحنُ بِعدد قليل من الوحدات، ولكن مايكروسوفت سوف تقدم وحدات أخرى على شبكة الإنترنت. المجموعات التالية من الوحداتِ تَعْزمُ على الشَحْن بالخادمِ:
1. وحدات بروتوكول نقل النص التشعبي
2. وحدات الأمن
3. محتوى الوحدات
4. ضغط الوحدات
5. وحدات التخزين المؤقت
6. تسجيل وتشخيص الوحدات

كتابة ملحقات لخدمات معلومات الأنترنت7 باستخدام وصلة برمجة تطبيق خادم الانترنت لقد تم إهمالها لصالح واجهة برمجة وحدة نمطية، والتي تسمح لتوصيل وحدات في أي مكان داخل انبوب تجهيز الطلب. الكثير من خدمات معلومات إنترنت لها وظائف خاصة بها مبنية على هذا المعهد، وعلى هذا النحو، سيكون لدى المطورين المزيد من السيطرة على عملية الطلب أكثر مما كان ممكنا في الإصدارات السابقة. الوحدات يمكن ان تكون مكتوبة باستخدام سي + +، أو باستخدام واجهة شبكة من صافي إطار اللغة. الوحدات يمكن تحميلها على الصعيد العالمي حيث الخدمات التي تقدمها الوحدة يمكن أن يؤثر على جميع المواقع، أو تحميلها على أساس كل موقع. خدمات معلومات الإنترنت (7)عنده بركةُ تطبيقِ نمطِ متكاملةِ. الوحدات يتم تحميلها في خط الأنابيب باستخدام الوحدة تطبيقِ خادم الإنترنتِ، بدلا من وصلة برمجة تطبيقِ خادم الإنترنتِ. نتيجة تطبيق خادم الإنترنت. البرمجية يمكن استخدامها مع جميع الطلبات إلى الملقم. التطبيقات التي تتطلب خدمات معلومات إنترنت صارمة 6.0، توافق، نمط بركةِ التطبيقِ الكلاسيكيِ يُحمّلُ asp.NET بوصفها وصلة برمجة تطبيق خادم الإنترنت.
وثمة تغيير هام من الإصدارات السابقة من خدمات معلومات إنترنت هو أن جميع تكوين ملقم ويب يقوم بتخزين المعلومات فقط في ملفات تكوين لغة وصف البيانات، بدلا من التعريف. الخادم لديه ملف التكوين العالمي الذي يوفر لافتراضات، وكُلّ جذر وثيقةِ ويبِ افتراضيِ (وأيّ دليل ثانوي من ذلك) قد تحتوي على إعدادات ملف الإعدادات  التي تتضمن الأماكنَ التي تَدْمجُ أَو تَتجاوزُ التقصيراتَ. التغييرات على هذه الملفات نافذة المفعول فورا. هذا يشكل تحولا كبيرا من الإصدارات السابقة حيث واجهات شبكة الإنترنت، أو آلة وصول المسؤول، هناك حاجة لتغيير إعدادات بسيطة مثل المستند الافتراضي، وحدات نشطة والأمن / والتوثيق. كما أنه يلغي الحاجة إلى إجراء التزامن بين قاعدة التعريف المتعددة في مزرعة خادمات الويب.
خدمات معلومات إنترنت 7 أيضا ميزّات وصلة إدارةِ مُعادة الكتابةِ جداً التي تَستغلُّ ميزّاتا الوسائط المتعددة الحديثة مثل أجزاء المهام والعملية غير المتزامنة. تكوين إيه إس بي دوت نت هو أكثر اندماجا واجهة الإدارية.
تغييرات أخرى:
- تصنيفات محتوى الصور، وتقديم الدعم لجواز سفر مايكروسوفت، ويشارك الخادم خرائط الصور التي لم تعد مدرجة.
- تنفيذ الأوامر عبر متضمن جانب الملقم لم يعد مسموحا به.
- إعادة تشغيل-IIsreset أُزيلتْ.
- الأداة CONVLOG، خدمات معلومات إنترنت والذي يحول ملفات السجل إلى تنسيق التقييم الذاتي، قد أزيلت.
- تقديم الدعم لتمكين مجلد عن «مشاركة ويب» عبر واجهة ويندوز إكسبلورر قد أزيلت.
- خدمات معلومات إنترنت حزمة الوسائط (أنظر أدناه)، والذي يسمح لخدمات معلومات إنترنت أن تستخدم وسائل الإعلام عارية عظام الخادم، من دون استخدام خدمات ويندوز ميديا. [12]
- بروتوكول نقل الملفات وحدة نمطية جديدة، أن يتكامل مع المتجر الجديد التكوين، فضلا عن النظام الجديد لإدارة البيئة.[13]

## الإصدار 7.5
خدمات معلومات إنترنت 7.5 هو التحديث الأخيرلخدمات معلومات إنترنت 7.0 الخادم. هذا الإصدار يأتي مع ويندوز سيرفر 2008 R2 ويندوز 7. هذا يدمج العديد من التنزيلات منفصلة المتاحة من مايكروسوفت إلى إطلاق سراحهم.
الأشياء المهمة تَتضمّنُ:
- التكامل بين بروتوكول نقل الملفات الجديدة مع نظام التشغيل
- التكامل بين حزمة امتداد الإدارة مع نظام التشغيل
- Powershell مزود خدمات معلومات إنترنت
- استضافة التطبيقات الغنية
- إدخال تحسينات على (FastCGIالكمبييوتر التصويري السريع)
- التغييرات والتحسينات الأساسية لخدمات معلومات الإنترنت
- خدمات معلومات إنترنت أفضل محلّلِ ممارسةِ [39]

## مجموعة خدمات معلومات الإنترنت الكاملة من الوسط الإعلامي
مجموعة خدمات معلومات الإنترنت الكاملة من الوسط الإعلامي  مجموعة وحداتِ الإضافةِ المجّانيةِ لتَسليم التسجيل الصوتي الرقميِ وملفاتِ الفيديو مِنْ خدمات معلومات الإنترنتِ 7.0خادم ويب. تسليم تحميل من ملقم ويب إلى برامج اللاعب الإعلامية في كثير من الأحيان كتحميل تدريجي، والذي يسمح للمستخدم الإعلاميَ للبَدْء بإعادة ملفِ أجهزةَ الإعلام بسرعة حتى لو التحميل ما زالَ مستمرا. أمثلة برامجِ اللاعبِ الإعلاميةِ التي سَتَعْملُ بمجموعة مع خدمات معلومات إنترنت وتشمل حزمة أدوبي فلاش لاعب، أبل لاعب كويك تايم وريل نتوركس رلبلر، ومايكروسوفت ويندوز ميديا بلاير، ومايكروسوفت سيلفرلايت. خدمات معلومات إنترنت توفرالدعم لبعض مِنْ مدّخراتِ الكلفةَ ومنافعَ السيطرةِ مِنْ عَرْض الخادماتِ الإعلاميةِ من تدفق وسائل الاعلام لخدمة ويب تسليم خادم ملفات الوسائط.
الوحدة الأولى، نسبة قطعةِ تَخْنقُ، أُصدرَت إلى الناسِ في مارس/آذار 14, 2008 [41]. لملفات الوسائط، ومعدل البت للاختناق المحمل الثواني القليلة الأولى من الملف في أسرع وقت ممكن، والسماح لبدء التشغيل بسرعة كبيرة، ومن ثم تلقائيا بالكشف عن ترميز معدل بت الملف ومتر من بقية تنزيل بناء على هذا المعدل قليلا. إذا كان المستخدم النهائي يتوقف عن الشغل قبل نهاية الملف، حمل الملقم ثوان قليلة أكثر من الملف المستهلك بالفعل، وتخفيض التكاليف بالمقارنة مع عرض النطاق الترددي لإرسال التقليدية وننسى بروتوكول نقل النص التشعبي. يُخفّضُ فيَاْس تسليمِ الملفاتِ الإعلاميةِ موجةِ عامّةِ يقلل أيضا من عرض النطاق الترددي الشامل واستخدام وحدة المعالجة المركزية على الخادم خدمات معلومات إنترنت، وتحرير الموارد لخدمة عدد أكبر من المستخدمين المتزامنين. تَحْفظُ أجهزةُ الإعلام التاليةُ الأحدَ عشرَ الصيغُ مدعومة من قبل التقصيرِ في نسبةِ القطعةَ التي تخنق وحدة: صيغة الأنظمةِ المتقدّمةِ، مدخل الفيديو السمعي، الفيديو الكاذب، محول الأفلام، فلم، اللاعب الإعلامي 4، اللاعب الإعلامي 3، أجهزة الإعلام الحقيقية، فيديو أجهزة الإعلام الحقيقية، تسجيل نوافذِ الصوتي الإعلاميِ، فيديو نوافذِ الإعلاميِ. تَحْفظُ أجهزةُ الإعلام الإضافيةُ الصيغُ يُمْكِنُ أَنْ تُضافَ استعمال نظامِ تكوين خدمات معلومات إنترنت غير ملفات الوسائط قد تكون أيضا مخنوق في معدل التسليم المحدد للخادم المسؤول.
إنّ الوحدةَ الثانيةَ تُدْعَى ويبَ Playlists، والآن في عرض تقنيةِ الأولي يطلق زبونِها الثانيِ  هذه الميزة تسمح خدمات معلومات الإنترنت مسؤول الخادم لتحديد تسلسل تشغيل النظام لمجموعة من ملفات الوسائط دون التعرض لعناوين المصدر. تشغيل النظام والقدرة على تحديد ما إذا كان المستخدم النهائي يمكن التماس داخل أو تخطي ملف تسيطر على الخادم خدمات معلومات إنترنت. ويمكن ويب قوائم التشغيل ميزة يمكن أن تستخدم أيضا لتوليد حيوي العازفين الشخصية للمستخدمين.

## وصلات خارجية
- صفحة مُنتَجِ خدمات معلومات الإنترنتِ مايكروسوفتِ
- خدمات معلومات إنترنت.—صفحة خدمات معلومات الإنترنتِ مايكروسوفتِ الرئيسية التقنيةِ
- خدمات معلومات إنترنت 7.0 المرجع الفني -شبكة تكنولوجيا مايكروسوفت
- خدمات معلومات إنترنت التثبيت لإكس بي—مايكروسوفت
- دليل أمني لخدمات معلومات إنترنت —مايكروسوفت شبكة التكنولوجيا
- مثبت قاعدة ويب مايكروسوفت—خدمات معلومات إنترنت لويندوز فيستا الموائد المستديرة، ويندوز فيستا بروتوكول1، ويندوز إكس بي، ويندوز سيرفر 2003، ويندوز سيرفر 2008 وغيرها من أدوات الإنترنت.